# World is not Enough (yacht)
World is not Enough  è uno yacht costruito nel 2004 da Millennium Superyachts che attualmente detiene il primato di velocità mondiale.

Riesce a raggiungere i 70  nodi di velocità massima.

Misura 42,4 metri di lunghezza e può ospitare 10 passeggeri.